# Yannick Mayr
Yannick Mayr (Oberndorf bei Salzburg, 19 marzo 1996) è un giocatore di football americano austriaco, che gioca come runningback per i Stuttgart Surge.
Ha giocato per le giovanili e la prima squadra dei Salzburg Ducks; nel 2017 passa ai Vienna Vikings, successivamente agli Schwäbisch Hall Unicorns, ai Tirol Raiders e agli Stuttgart Surge.

## Palmarès
- 1 CEFL Bowl (Schwäbisch Hall Unicorns: 2021)
- 2 Austrian Bowl (Vienna Vikings: 2017, 2020)